# Mystical Sound
Mystical Sound è un singolo del gruppo musicale Sud Sound System, pubblicato a maggio 2018 come estratto dell'album Eternal Vibes.